# 2520 Novorossijsk
2520 Novorossijsk (1976 QF1) là một tiểu hành tinh vành đai chính được phát hiện ngày 26 tháng 8 năm 1976 bởi N. Chernykh ở Nauchnyj.